# The Japan Times
The Japan Times è un quotidiano giapponese edito in lingua inglese. È pubblicato da The Japan Times, Ltd. (株式会社ジヤパンタイムズ?, Kabushiki-gaisha Japan Taimuzu), azienda che ha sede nel Japan Times Nifco Building (ジャパンタイムズ・ニフコビル?, Japan Taimuzu Nifuko Biru) di Minato, a Tokyo.

## Storia

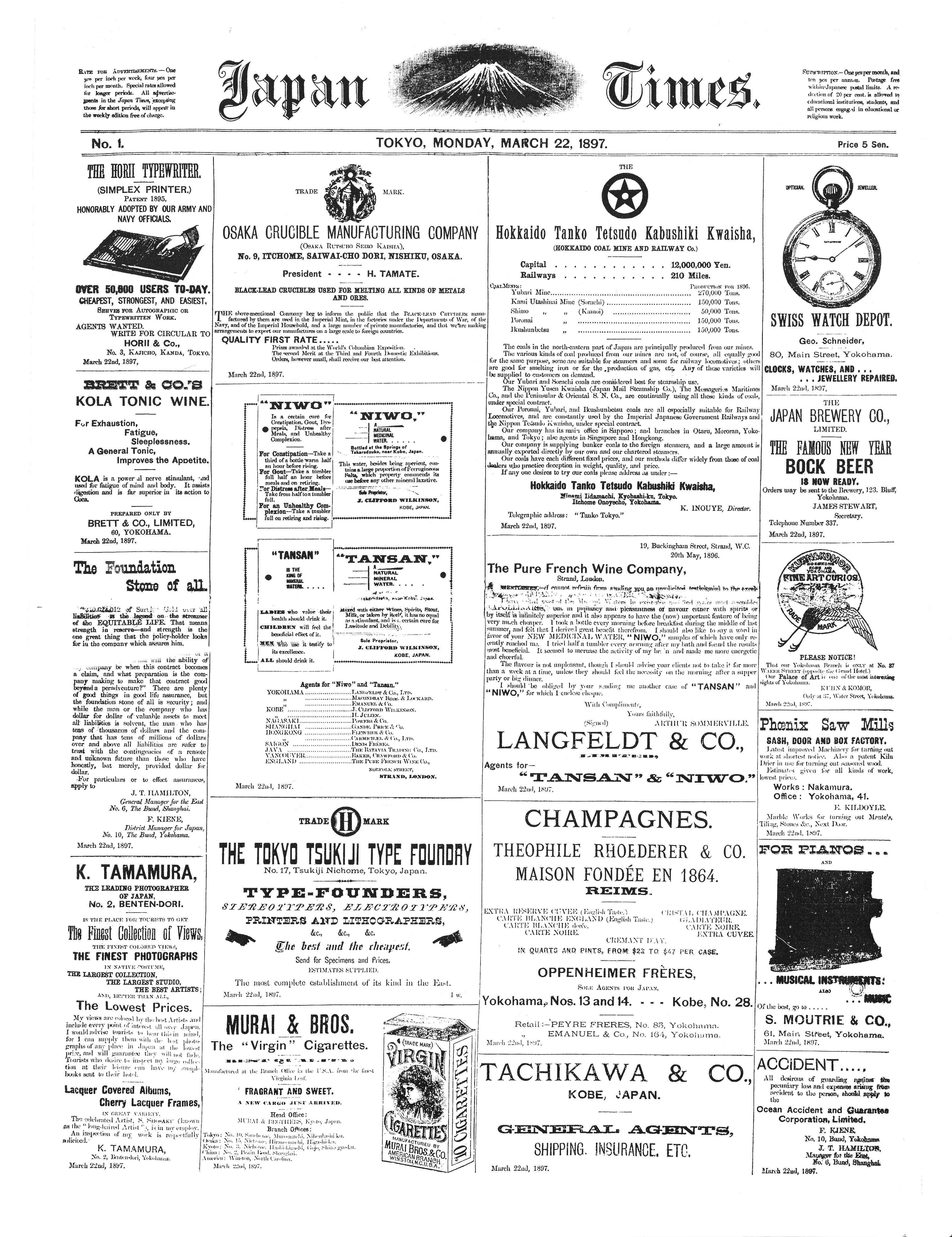
Prima pagina del primo numero del quotidiano The Japan Times, 22 marzo 1897

Fu fondato a Tokyo nel 1897 da Motosada Zumoto, per dare ai giapponesi la possibilità di leggere e discutere in inglese le notizie, allo scopo di favorire una maggior coinvolgimento del paese nella comunità internazionale. Il giornale rimase al di fuori del controllo governativo fino al 1933, quando il Ministero degli Esteri del Giappone riuscì a far nominare caporedattore Hitoshi Ashida, un suo ex funzionario.  Durante la seconda guerra mondiale, la testata divenne oggetto della propaganda governativa.

### Cronologia

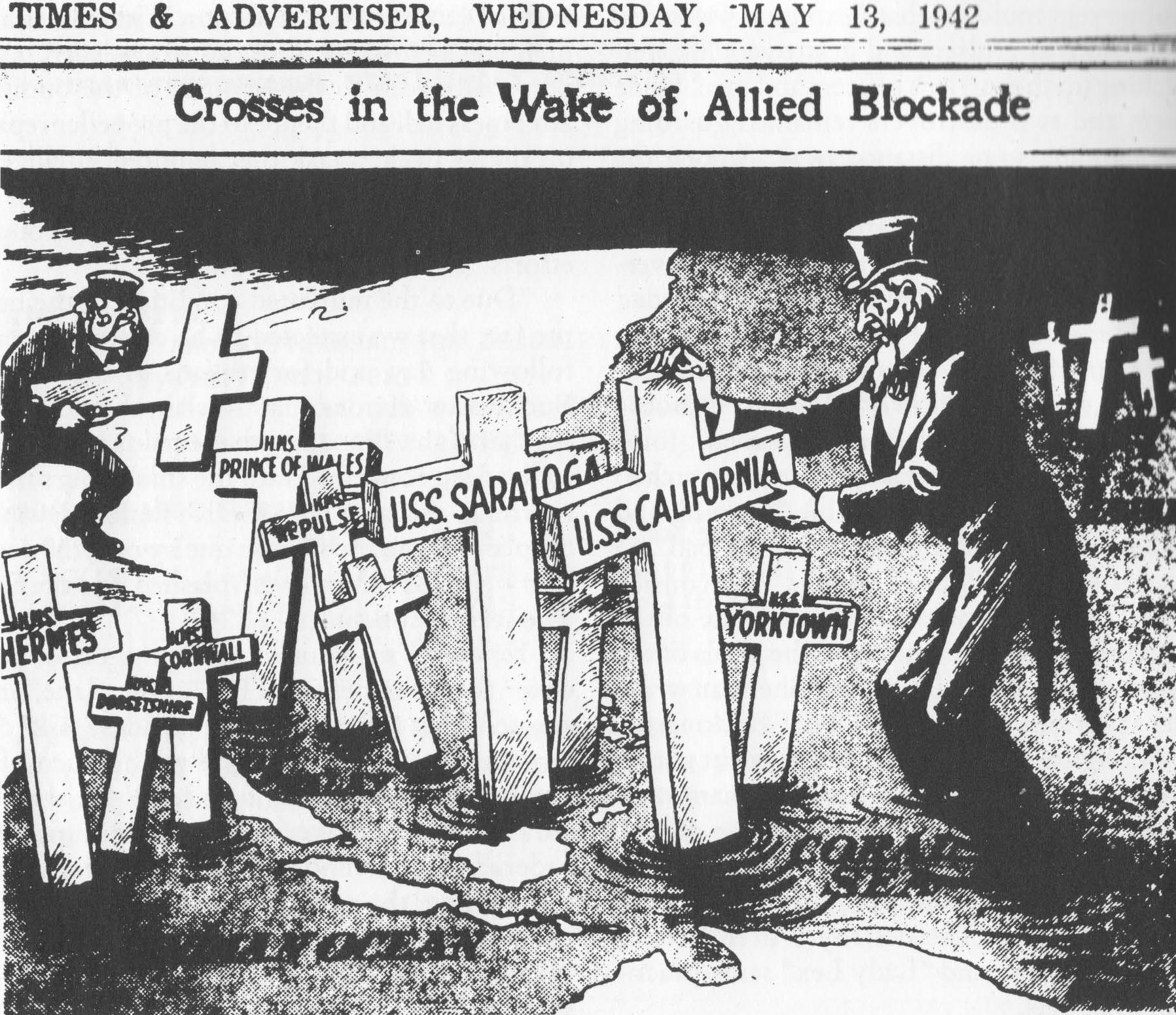
Vignetta pubblicata nel 1942 da The Japan Times, in cui Zio Sam e John Bull piantano croci in corrispondenza delle navi alleate affondate dai giapponesi nei mari orientali nella seconda guerra mondiale

- 1897: primo numero di The Japan Times (22 marzo)
- 1918: cambia il nome in The Japan Times and Mail
- 1940: cambia il nome in The Japan Times and Advertiser
- 1943: cambia il nome in Nippon Times
- 1951: primo numero dell'inserto settimanale The Student Times (l'attuale Shukan ST)
- 1961: primo numero dell'inserto settimanale The Japan Times Weekly
- 1966: la testata si sposta dal quartiere di Chiyoda (Tokyo) al quartiere di Minato
- 1983: Toshiaki Ogasawara diventa il 18º presidente
- 1987: la sede di Osaka inizia a lavorare a tempo pieno
- 1989: completamento della nuova sede
- 1996: inaugurazione della stazione radio InterFM
- 1997: The Japan Times celebra il centenario
- 2006: Yukiko Ogasawara diventa il 19º presidente

## Composizione
The Japan Times, Inc. pubblica anche i settimanali in formato tabloid The Japan Times Weekly e Shukan ST, quest'ultimo destinato allo studio della lingua inglese.
Il quotidiano comprende le seguenti notizie:
1. Cronaca ed economia nazionali ed internazionali
2. Opinioni: editoriali, op-ed e la corrispondenza con i lettori
3. Speciali: comunità, media, tecnologia, culinaria, viaggi, ambiente, educazione ecc.
4. Intrattenimento: film, arte, musica, spettacoli ed altri eventi dal vivo, libri ecc.
5. Sport: notizie sportive dal Giappone e dall'estero, prevalentemente su baseball, calcio, basket, sumo, pattinaggio artistico su ghiaccio